# نسل (فیزیک ذرات)
| نوع       | اول             | دوم          | سوم         |
| کوارک‌ها   | کوارک‌ها         | کوارک‌ها      | کوارک‌ها     |
| --------- | --------------- | ------------ | ----------- |
| up-type   | بالا            | افسون        | سر          |
| down-type | پایین           | شگفت         | ته          |
| لپتون‌ها   |                 |              |             |
| باردار    | الکترون         | میون         | تاو         |
| خنثی      | الکترون نوترینو | میون نوترینو | تاو نوترینو |

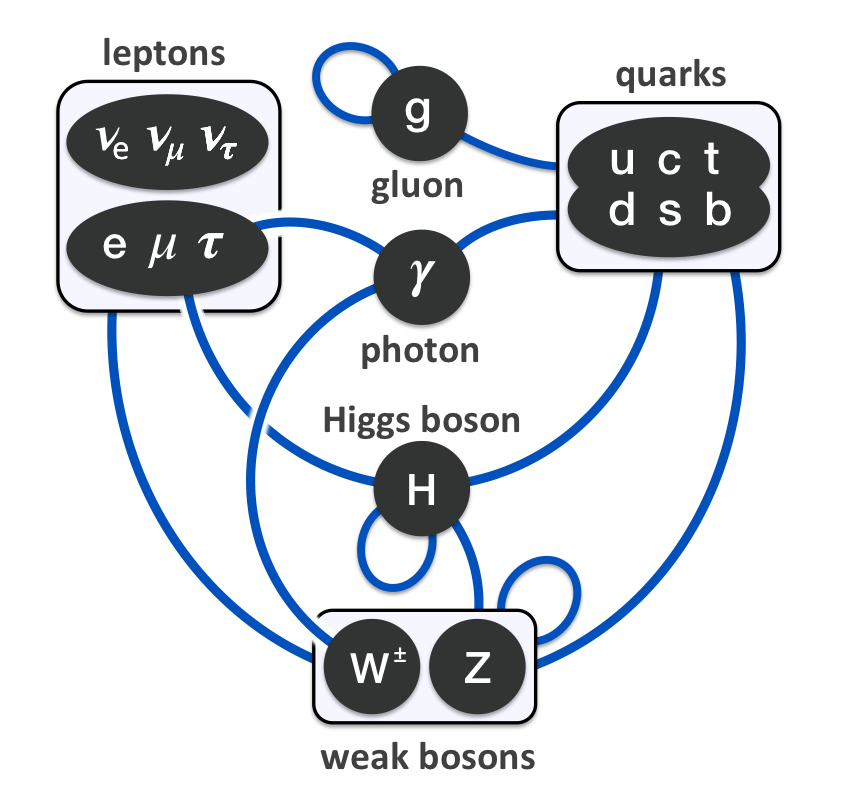
اگر از بوزون‌ها صرف نظر کرد، این تصویر به طور کامل مطالب این مقاله را می‌رساند

در فیزیک ذرات نسل یا خانواده، دسته‌بندی ذرات بنیادی است. اعضای یک نسل، مزه، عدد کوانتومی و جرم متفاوت دارند ولی برهمکنش هایشان یکسان است.
بر طبق مدل استاندارد، سه نسل وجود دارد: کوارک‌ها و دو نسل لپتون‌ها. دو نسل لپتون‌ها، یکی بار ۱- (شبه- الکترون‌ها) دارد و دیگری از نظر الکتریکی خنثی است. از نسل کوارک‌ها، دو نوع وجود دارد، یکی بار الکتریکی ۱⁄۳− (نوع پایین) و دیگری بار +۲⁄۳ (نوع بالا) دارد.
هر عضو نسل‌های بالتر، جرم بیشتر هم دارد. علاوه بر این نوع‌های بالاتر (پیشروی سمت راست) نیز جرم بیشتر دارند.

## نسل چهارم
وجود نوع چهارم ذرات بنیادی، بعید به نظر می‌رسد. عده‌ای استدلال می‌کنند که نسل‌های اضافی باعث تعییرات ظریفی در دقت نیروی الکتروضعیف می‌شود؛ چنین تغییراتی کاملاً توسط اندازه‌گیری‌ها نقض می‌شود. علاوه بر این جرم نوترینو نوع چهارم از جرم بوزون زد فراتر می‌رود. با اینحال تحقیقات برای یافتن نوع چهارم ذرات ادامه دارد. هیچ مدرکی برای وجود چنین ذره‌ای وجود ندارد.